# Michail Ostrogradskij
Michail Vasil'evič Ostrogradskij (in russo Михаил Васильевич Остроградский?; in ucraino Михайло Васильович Остроградський?, Mychajlo Vasyl'ovyč Ostrohrads'kyj; Pašenivka, 24 settembre 1801 – Poltava, 1º gennaio 1862) è stato un matematico e fisico russo.
Studiò fisica all'Università di Charkiv e continuò ad approfondire la matematica a Parigi con esperti del calibro di Cauchy, Laplace e Fourier. Tornato in patria, insegnò per molti anni all'Istituto di Ingegneria e alla Scuola di Artiglieria di San Pietroburgo. Si occupò nei suoi studi prevalentemente di meccanica celeste, in misura minore di vari settori della fisica, quali le deformazioni dei corpi elastici, del moto dei corpi nei mezzi che oppongono resistenza e dei fluidi incomprimibili.
In campo matematico diede cospicui contributi nel campo della teoria dei numeri e della teoria delle probabilità. Ha raggiunto fama duratura grazie all'equazione che oggi porta il suo nome:
Equazione di Ostrogradskij
{\displaystyle \int \!\!\!\int \!\!\!\int _{V}\left({\partial P \over \partial x}+{\partial Q \over \partial y}+{\partial R \over \partial z}\right)dx\,dy\,dz=\int \!\!\!\int _{\Sigma }\left(P+Q+R\right)d\Sigma }
ma che fino a pochi decenni fa era ricordata impropriamente sotto il nome del matematico inglese George Green (1793-1841), che permette di esprimere un integrale triplo con un integrale doppio riferito alla superficie che lo racchiude, sotto opportune ipotesi di regolarità per la funzione che lo genera.